# Sarah Winman

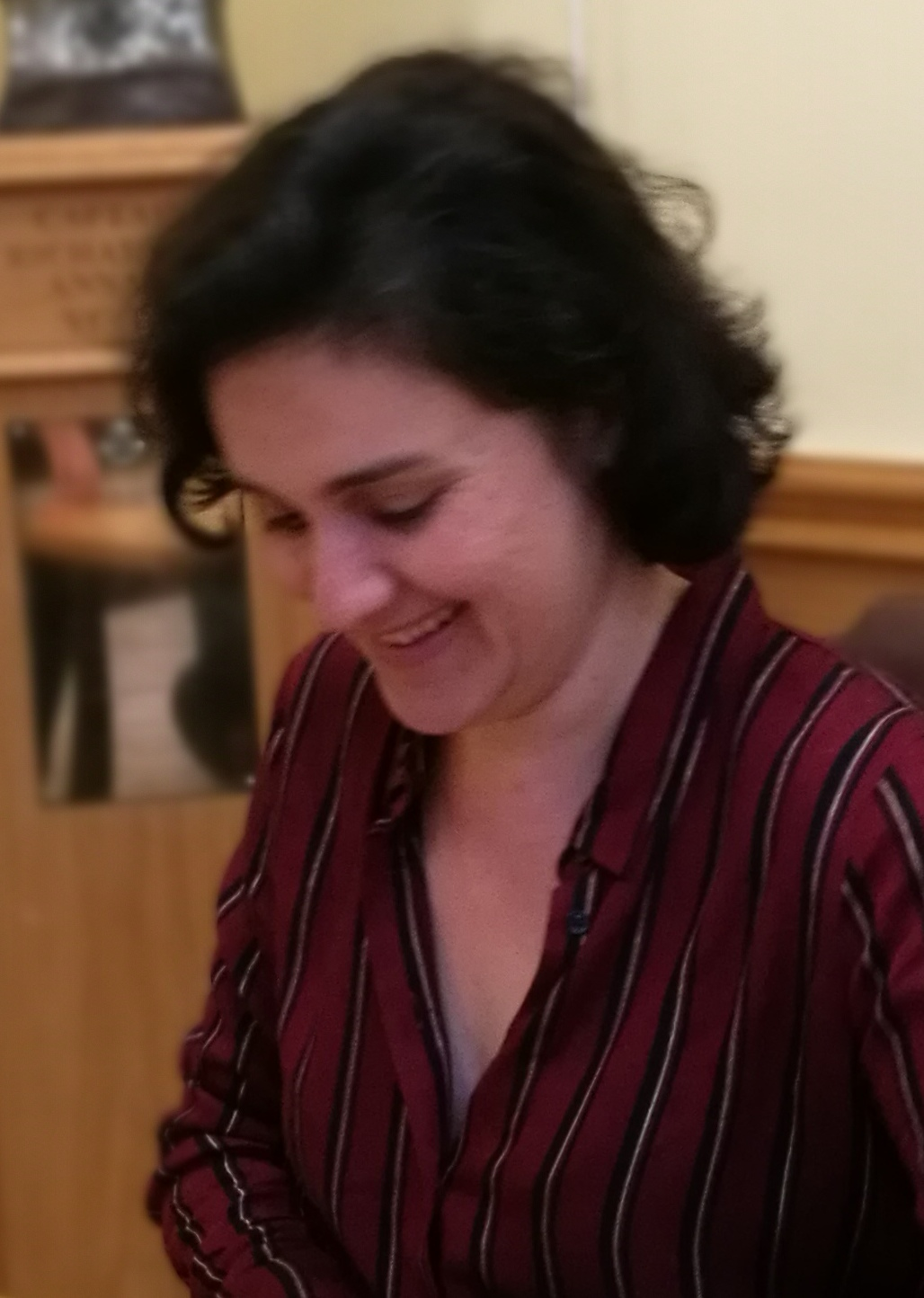
Sarah Winman beim Durham Book Festival (2017)

Sarah Winman (geboren am 24. Dezember 1964 in Ilford) ist eine in London lebende britische Schriftstellerin und Schauspielerin.

## Leben und Karriere
Winman wuchs in der Grafschaft Essex auf. Nach ihrem Studium an der Webber Douglas Academy of Dramatic Art in London arbeitete sie ab 1989 als Schauspielerin und hatte Nebenrollen bei zahlreichen Produktionen für das britische Fernsehen und in Kinofilmen. Ihr Debütroman When God Was a Rabbit erschien 2011 und wurde im folgenden Jahr ins Deutsche übersetzt. Das Buch wurde international in mehr als ein Dutzend Sprachen übersetzt. Winman wurde 2011 als New Writer of the Year bei den Galaxy National Book Awards und mit dem Newton First Book Award ausgezeichnet.
Ihr dritter Roman, Tin Man, erreichte 2017 die Shortlist der Costa Book Awards.
In einem Interview nannte Winman Colm Tóibín als einen Autor, dessen Stil sie besonders bewundert: „I often come back to Colm Tóibín because I have learnt so much from the way he writes. There is a certain restraint to the emotion but when the emotion comes, my goodness, it ambushes.“ („Ich komme oft auf Colm Tóibín zurück, weil ich so viel von seiner Art zu schreiben gelernt habe. Es gibt eine gewisse Zurückhaltung bei den Emotionen, aber wenn die Emotionen kommen, meine Güte, dann überfallen sie einen.“) Weitere Autoren, in deren Werken sie Inspiration fand, sind Toni Morrison, Zora Neale Hurston und Sarah Waters.

## Werke (Auswahl)
- When God Was a Rabbit. Roman. Simon & Schuster, London 2011, ISBN 978-0-571-33312-7.
  - Als Gott ein Kaninchen war. Übersetzung Carolin Müller, Limes, München 2012, ISBN 978-3-8090-2612-9.
- A Year of Marvellous Ways. Roman. Headline, London 2015, ISBN 978-0-571-33464-3.
  - Das Jahr der wundersamen Begegnungen. Roman. Übersetzung Marion Hertle. Limes, München 2016, ISBN 978-3-8090-2662-4.
- Tin Man. Roman. Tinder Press, London 2021, ISBN 978-0-7553-9097-7.
  - Lichte Tage. Übersetzung Elina Baumbach Klett-Cotta, Stuttgart 2023, ISBN 978-3-608-98087-5.
- Still Life. Roman. 4th Estate, London, 2021, ISBN 978-0-0082-8336-0.
  - Das Fenster zur Welt. Übersetzung Elina Baumbach. Klett-Cotta, Stuttgart 2024, ISBN 978-3-608-96606-0.

## Auszeichnungen
- 2011: New Writer of the Year in the Galaxy National Book Awards[8]
- 2011: Newton First Book Award des 2011 Edinburgh International Book Festivals[9]
- 2017: Costa Book Awards Shortlist[5]

## Rezeption

### Lichte Tage
In einer Besprechung für den Südwestrundfunk sagte Holger Heimann: „Ellis muss alleine zurechtkommen, aber ihn hält die Erinnerung an eine – trotz der verpassten Gelegenheiten – positiv aufgeladene Vergangenheit. Lichte Tage ist ein Buch der großen Gefühle, das sich nie in distanzierende Lakonie flüchtet.“ In der FAZ schrieb Lerke von Saalfeld: „Sarah Winman beschreibt diese zarte und zerbrechliche Liebe mit großer Vorsicht und delikater Feinfühligkeit. Ihre Sprache wird niemals pathetisch, sondern bewahrt einen Glanz von nüchterner Emotionalität. Und immer wieder ist es das Licht, das die drei Personen umfängt und bestrahlt, auch wenn ihre Lebensumstände immer düsterer werden.“

### Das Fenster zur Welt
In ihrer Besprechung von Still Life für die New York Times schrieb Lauren Fox: „Sarah Winman’s sweeping "Still Life" is a parade of small stories, intimate connections and complex characters whose lives illuminate the tedium and cataclysms of the 20th century....The real magic of “Still Life” is the elevation of the ordinary, the unabashed consecration of human experiences….Sentence after sentence, character by character, “Still Life” becomes poetry.“ („Sarah Winmans mitreißendes "Stillleben" ist eine Parade kleiner Geschichten, intimer Verbindungen und komplexer Charaktere, deren Leben die Langeweile und die Katastrophen des 20. Jahrhunderts beleuchtet....Der eigentliche Zauber von "Stillleben" ist die Erhebung des Gewöhnlichen, die ungenierte Weihe menschlicher Erfahrungen....Satz für Satz, Figur für Figur wird "Stillleben" zur Poesie.)“

## Filmografie (Auswahl)
- 1989: A Quiet Conspiracy (Mini-Fernsehserie, 4 Folgen)
- 1989: Act of Will (Fernsehserie)
- 1991: Chimera (Fernsehserie)
- 1991: Stay Lucky (Fernsehserie)
- 1992: El C.I.D. (Fernsehserie)
- 1993: The Inspector Alleyn Mysteries (Fernsehserie)
- 1994: Staggered (Kino)
- 1995: Chandler & Co (Fernsehserie)
- 1996: September (Mini-Fernsehserie)
- 1998: Taggart (Fernsehserie)
- 1998: A Certain Justice (Mini-Fernsehserie)
- 1999: Midsomer Murders (deutsch: Inspector Barnaby, Staffel 3, Folge 1)
- 2001: Doctors (Fernsehserie, Folge 103)
- 2001: The Discovery of Heaven (deutsch: Die Entdeckung des Himmels) (Kino)
- 2002: Die Forsyte-Saga (britische Fernsehverfilmung)
- 2002: Bad Girls (Fernsehserie)
- 2003: Prime Suspect (Deutsch: Heißer Verdacht) (Fernsehserie, 2 Folgen)
- 2003: Foyle's War (Fernsehserie)
- 2003–2005: The Bill (Fernsehserie, 3 Folgen)
- 2005: Casualty (Fernsehserie, Staffel 20, Folge 17)
- 2006: H. G. Wells: War with the World (Fernsehfilm)
- 2008: Consuming Passion: 100 Years of Mills & Boon (deutsch: Liebe zwischen den Zeilen) (Kinofilm)
- 2008–2010: Holby City (Fernsehserie, 8 Folgen)
- 2014: Undeniable (Mini-Fernsehserie, 2 Folgen)
- 2017: Call the Midwife – Ruf des Lebens (Fernsehserie, 1 Folge)